# Königsfeld (Szászország)
Königsfeld település Németországban, azon belül Szászország tartományban. Lakosainak száma 1350 fő (2023. december 31.). Königsfeld Bad Lausick, Colditz és Geithain községekkel határos.

## Népesség
A település népességének változása:
| Lakosok száma | 1521 | 1527 | 1444 | 1425 | 1358 | 1356 | 1350 |
|               | 2013 | 2014 | 2017 | 2019 | 2021 | 2022 | 2023 |